# Philippe Adamski
Philippe Adamski (* 8. duben 1985, Dechy) je francouzský reprezentant v orientačním běhu, jenž v současnosti žije v Rochetaillée. Jeho největším úspěchem jsou dvě medailová umístění na Mistrovství Evropy z roku 2010 v Bulharsku. V současnosti běhá za francouzský klub TAD a současně za finský klub Kalevan Rasti za který startuje ve skandinávii.

## Sportovní kariéra
| Přehled úspěchů na Mistrovství světa | Přehled úspěchů na Mistrovství světa | Přehled úspěchů na Mistrovství světa | Přehled úspěchů na Mistrovství světa | Přehled úspěchů na Mistrovství světa |
| Mistrovství světa                    | Sprint                               | Middle                               | Long                                 | Štafety                              |
| ------------------------------------ | ------------------------------------ | ------------------------------------ | ------------------------------------ | ------------------------------------ |
| Århus 2006                           | Q18. místo                           | 32. místo                            | X                                    | X                                    |
| Kyjev 2007                           | 32. místo                            | X                                    | 26. místo                            | X                                    |
| Olomouc 2008                         | X                                    | 7. místo                             | 15. místo                            | X                                    |
| Miskolc 2009                         | X                                    | 24. místo                            | 16. místo                            | 25. místo                            |
| Trondheim 2010                       | X                                    | 20. místo                            | 19. místo                            | 8. místo                             |
| Savojsko 2011                        | X                                    | 9. místo                             | 7. místo                             | 1. místo                             |
| Lausanne 2012                        | X                                    | 15. místo                            | 4. místo                             | 5. místo                             |

| Přehled úspěchů na Mistrovství Evropy | Přehled úspěchů na Mistrovství Evropy | Přehled úspěchů na Mistrovství Evropy | Přehled úspěchů na Mistrovství Evropy | Přehled úspěchů na Mistrovství Evropy |
| Mistrovství Evropy                    | Sprint                                | Middle                                | Long                                  | Štafety                               |
| ------------------------------------- | ------------------------------------- | ------------------------------------- | ------------------------------------- | ------------------------------------- |
| Otepää 2006                           | X                                     | B6. místo                             | X                                     | X                                     |
| Ventspils 2008                        | X                                     | 28. místo                             | X                                     | X                                     |
| Primorsko 2010                        | X                                     | 20. místo                             | 2. místo                              | 2. místo                              |
| Falun 2012                            | X                                     | 20. místo                             | 7. místo                              | 3. místo                              |

| Přehled úspěchů na Mistrovství světa juniorů | Přehled úspěchů na Mistrovství světa juniorů | Přehled úspěchů na Mistrovství světa juniorů | Přehled úspěchů na Mistrovství světa juniorů | Přehled úspěchů na Mistrovství světa juniorů |
| Mistrovství světa juniorů                    | Sprint                                       | Middle                                       | Long                                         | Štafety                                      |
| -------------------------------------------- | -------------------------------------------- | -------------------------------------------- | -------------------------------------------- | -------------------------------------------- |
| Põlva 2003                                   | X                                            | X                                            | 111. místo                                   | X                                            |
| Gdynia 2004                                  | X                                            | 17. místo                                    | 11. místo                                    | 10. místo                                    |
| Tenero 2005                                  | X                                            | 2. místo                                     | 3. místo                                     | 17. místo                                    |